# U 355
U 355 war ein U-Boot vom Typ VII C, das im Zweiten Weltkrieg für den U-Boot-Krieg im Atlantik von der deutschen Kriegsmarine eingesetzt wurde. Es wurde am 1. April 1944 beim Angriff auf den Nordmeergeleitzug JW 58 durch alliierte Schiffe als eines von sechs deutschen U-Booten versenkt.

## Bau und technische Daten
Die Flensburger Schiffbaugesellschaft war weniger stark in das U-Boot-Bauprogramm der Kriegsmarine eingebunden. Neben notwendigen Reparaturen und Überholungen sollten in Flensburg jährlich sechs neue Boote des Typs VII C produziert werden. Doch mehrere Luftangriffen auf die Stadt führten schließlich zur Einstellung der dortigen U-Boot-Produktion.
Die U-Boote vom Typ VII wurden auch „Atlantikboote“ genannt. Die 66,5 m langen U-Boote verdrängten in getauchtem Zustand 871 m³ Wasser und wurden bei Unterwasserfahrt von zwei Elektromotoren mit insgesamt 750 PS zu einer Höchstgeschwindigkeit von 7,6 Knoten (kn) angetrieben. Bei Überwasserfahrt lag diese zwischen 17,0 und 17,7 kn und wurde durch zwei zwischen 2800 und 3200 PS-starke Dieselmotoren ermöglicht.
Wie die meisten deutschen U-Boote seiner Zeit führte auch U 355 ein bootsspezifisches Zeichen, das am Turm angebracht und von der Besatzung an Mützen und Schiffchen getragen wurde. Meistens wurden diese Symbole im Verlauf der Ausbildungszeit des Bootes ausgewählt und gingen auf Anekdoten oder Vorfälle zurück, die der Besatzung erwähnens- oder erinnerungswert erschienen. Das Zeichen von U 355 war ein Hufeisen, das als Glückssymbol galt. Die innerhalb des Hufeisens eingezeichnete 13 galt zwar als Unglückszahl, war aber zugleich die Quersumme der Bootsnummer (3+5+5=13).

## Einsatz und Geschichte
Am 1. Juni 1942 lief U 355 von Kiel aus zum ersten Einsatz aus. Auf dieser Unternehmung beteiligte sich Kommandant La Baume mit dem Boot am Angriff auf den Geleitzug Geleitzug PQ 17, der am 1. Juli östlich von Jan Mayen entdeckt worden war. Es gelang, ein Schiff des Geleitzugs zu versenkten.
- 7. Juli 1942 britischer Dampfer Hartlebury (5.082 BRT) mit Torpedo versenkt[5]

Fünf Tage später beendete das Boot die erste Unternehmung mit Einlaufen in Narvik, dem neuen Heimathafen des Bootes. Von hier und anderen Marinestützpunkten der Kriegsmarine in Norwegen lief Kommandant La Baume mit U 355 zu neun weiteren Unternehmungen aus. Unter anderem installierte die Besatzung ein Wetterfunkgerät Land (WFL 27 "Dietrich") auf der Bäreninsel und geleitete einen Wettertrupp der Kriegsmarine nach Spitzbergen (Wettertrupp Kreuzritter).

### Wettertrupp Kreuzritter

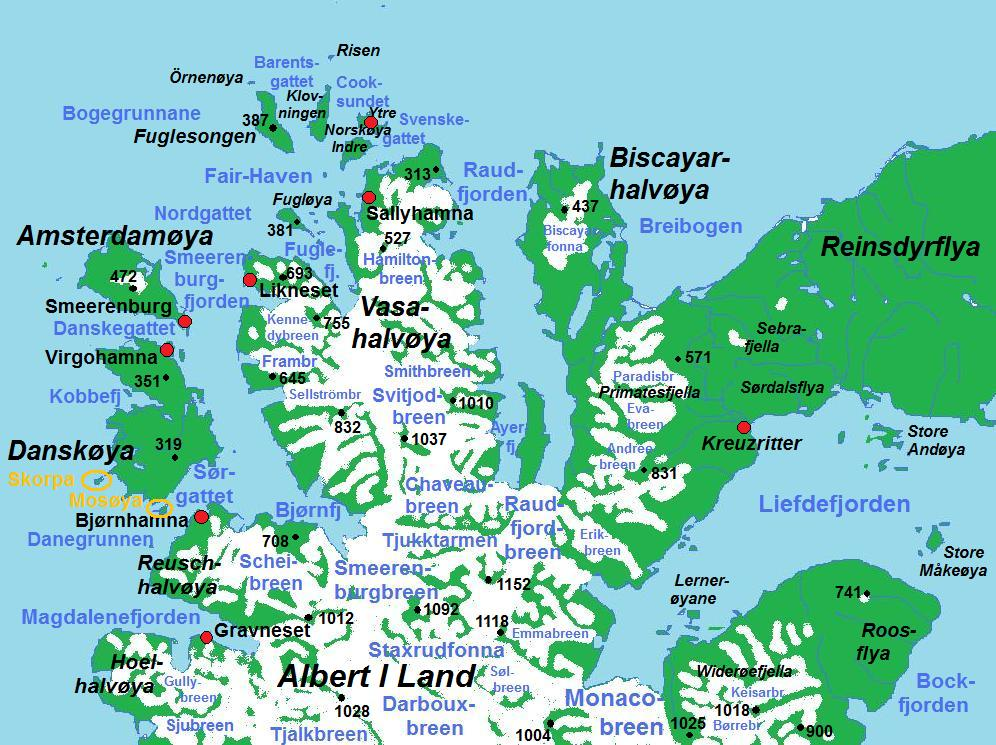
Wettertrupp Kreuzritter wurde am Liefdefjord abgesetzt

Aus der Wetterbeobachtung im Nordatlantik ergeben sich Daten, die Vorhersagen hinsichtlich der kommenden meteorologischen Verhältnisse in Europa ermöglichen. Daher waren aktuelle Wetterdaten von großem Interesse für die militärischen Planungen der kriegsführenden Nationen. Aus diesem Grund richtete die Kriegsmarine zwischen 1940 und 1945 mehrere Wetterbeobachtungsstationen ein, die von sogenannten „Wettertrupps“ betrieben wurden. Im Winter 1943/1944 wurde ein Wettertrupp nach Spitzbergen entsandt, der unter der Leitung des arktiserfahrenen Hans-Robert Knoespel stand und an Bord eines Wetterbeobachtungsschiffes von Kiel über Narvik und Hammerfest nach Haakon-VII-Land gebracht wurde. Für den letzten Teil der Reise übernahm Kommandant La Baume mit U 355 das Geleit. Die beiden Schiffe verließen Hammerfest am 2. Oktober 1943 und entluden Material und Wettertrupp am 7. Oktober am Nordufer des Liefdefjord.

## Versenkung
U 355 wurde beim Marsch des Geleitzuges JW 58 im Nordmeer versenkt. Der Konvoi befand sich auf der Fahrt vom schottischen Loch Ewe in das am Weißmeer gelegene sowjetische Murmansk. Am 1. April nahmen die ersten deutschen U-Boote Fühlung auf. Insgesamt standen die U-Boot-Gruppen „Thor“ mit U 278, U 312, U 313 und U 674, „Blitz“ mit U 277, U 355, U 711 und U 956 und „Hammer“ mit U 288, U 315, U 354 und U 968 und den zusätzlich ausgelaufenen Booten U 716, U 739, U 360, U 361 und U 990 bereit. Bis zum 3. April abends führten sie viele Angriffe mit T-V-Torpedos auf Geleitfahrzeuge durch, die aber alle erfolglos blieben. Die Alliierten dagegen konnten drei weitere U-Boote versenken; darunter am 1. April U 355 (Lage) durch eine Avenger des Geleitträgers Tracker. Zerstört wurde U 355 schließlich durch Wasserbomben des britischen Zerstörers Beagle.